# San Francisco (Cascada-dal)
A San Francisco a Cascada német együttes második kislemeze az Original Me albumról.

## Dallista
Amazon letöltés
- San Francisco (Video Edit)
- San Francisco (Wideboys Radio Edit)
- San Francisco (Cahill Radio Edit)
- San Francisco (Frisco Radio Edit)
- San Francisco (Extended Mix)
- San Francisco (Wideboys Remix)
- San Francisco (Cahill Remix)
- San Francisco (Frisco Remix)
- San Francisco (Wideboys Dub Remix)

## Fordítás
- Ez a szócikk részben vagy egészben  a   San Francisco (Cascada song) című angol Wikipédia-szócikk fordításán alapul.  Az eredeti cikk szerkesztőit annak laptörténete sorolja fel. Ez a jelzés csupán a megfogalmazás eredetét és a szerzői jogokat jelzi, nem szolgál a cikkben szereplő információk forrásmegjelöléseként.